# Ђилестра II (Рагуза)
Ђилестра II је насеље у Италији у округу Рагуза, региону Сицилија.
Према процени из 2011. у насељу је живело 14 становника. Насеље се налази на надморској висини од 505 м.